# Медведки (Холм-Жирковский район)
Медведки — деревня в Холм-Жирковском районе Смоленской области России. Входит в состав Тупиковского сельского поселения. Население — 1 житель (2007 год). 
Расположена в северной части области в 21 км к северу от Холм-Жирковского, в 37 км юго-восточнее автодороги Р136 Смоленск — Нелидово, на берегу реки Немощенка. В 9 км западнее деревни расположена железнодорожная станция Владимирский Тупик на линии Дурово — Владимирский Тупик. 

## История
В годы Великой Отечественной войны деревня была оккупирована гитлеровскими войсками в октябре 1941 года, освобождена в марте 1943 года.